# Departamento Chacabuco (San Luis)
Das Departamento Chacabuco liegt im Osten der Provinz San Luis im westlichen Zentrum Argentiniens und ist eine von neun Verwaltungseinheiten der Provinz. 
Es grenzt im Norden an das Departamento Junín, im Osten an die Provinz Córdoba, im Süden an das Departamento General Pedernera und im Westen an die Departamentos Coronel Pringles und Libertador General San Martín. 
Die Hauptstadt des Departamento Chacabuco ist Concarán.

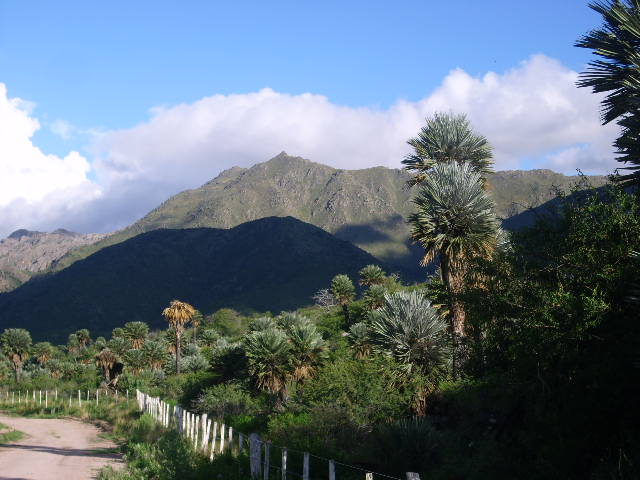
Papagayos

Koordinaten: 32° 42′ S, 65° 12′ W